# Liga dos Campeões da Europa de Voleibol Masculino
A Liga dos Campeões da Europa de Voleibol Masculino, também conhecida como Liga dos Campeões da CEV, (em inglês:  CEV Champions League), é um torneio continental de clubes de voleibol masculino organizado pela Confederação Europeia de Voleibol (CEV). É a competição mais importante em nível de clubes da Europa. O campeão deste torneio se classifica automaticamente para o Campeonato Mundial de Clubes.
A competição é realizada continuamente desde 1959, e as nações com mais troféus são a Itália e a União Soviética.

## Histórico
| Liga dos Campeões da CEV | Liga dos Campeões da CEV | Liga dos Campeões da CEV                           | Liga dos Campeões da CEV                           | Liga dos Campeões da CEV                           | Liga dos Campeões da CEV                           |
| ------------------------ | ------------------------ | -------------------------------------------------- | -------------------------------------------------- | -------------------------------------------------- | -------------------------------------------------- |
| Edição                   | Sede                     | Ouro                                               | Prata                                              | Bronze                                             | Quarto lugar                                       |
| 1959/1960 Detalhes       | / Moscou / Bucareste     | CSKA Moscou                                        | Rapid București                                    |                                                    |                                                    |
| 1960/1961 Detalhes       | / Moscou / Bucareste     | Rapid București                                    | CSKA Moscou                                        |                                                    |                                                    |
| 1961/1962 Detalhes       | / Moscou / Bucareste     | CSKA Moscou                                        | Rapid București                                    |                                                    |                                                    |
| 1962/1963 Detalhes       | / Moscou / Bucareste     | Rapid București                                    | CSKA Moscou                                        |                                                    |                                                    |
| 1963/1964 Detalhes       | / Lípsia / Zagreb        | VC Leipzig                                         | Mladost Zagreb                                     |                                                    |                                                    |
| 1964/1965 Detalhes       | Bruxelas                 | Rapid București                                    | Minjor Pernik                                      |                                                    |                                                    |
| 1965/1966 Detalhes       | Bucareste                | Dinamo București                                   | Rapid București                                    |                                                    |                                                    |
| 1966/1967 Detalhes       | Bucareste                | Dinamo București                                   | Rapid București                                    |                                                    |                                                    |
| 1967/1968 Detalhes       | La Louvière              | Spartak Brno                                       | Dinamo București                                   |                                                    |                                                    |
| 1968/1969 Detalhes       | / Sófia / Bucareste      | CSKA Sófia                                         | Steaua Bucareste                                   |                                                    |                                                    |
| 1969/1970 Detalhes       | / Almaty / Brno          | Burevestnik Almaty                                 | Zbrojovka Brno                                     |                                                    |                                                    |
| 1970/1971 Detalhes       | Bruxelas                 | Burevestnik Almaty                                 | Zbrojovka Brno                                     |                                                    |                                                    |
| 1971/1972 Detalhes       | Bruxelas                 | Zbrojovka Brno                                     | AMVJ Amstelveen                                    | Ruini Firenze                                      | Dinamo Tirana                                      |
| 1972/1973 Detalhes       | Deurne                   | CSKA Moscou                                        | AKS Rzeszów                                        | Rudá Hvězda Praga                                  | Zbrojovka Brno                                     |
| 1973/1974 Detalhes       | Paris                    | CSKA Moscou                                        | Dinamo București                                   | VC Leipzig                                         | VV Voorburg                                        |
| 1974/1975 Detalhes       | Amstelveen               | CSKA Moscou                                        | Zbrojovka Brno                                     | VC Leipzig                                         | Slavia Sófia                                       |
| 1975/1976 Detalhes       | Bruxelas                 | Dukla Liberec                                      | Slavia Sófia                                       | Spartak Subotica                                   | Asseco Resovia                                     |
| 1976/1977 Detalhes       | Pieksämäki               | CSKA Moscou                                        | Dinamo București                                   | CSKA Sófia                                         | OK Vardar Skopje                                   |
| 1977/1978 Detalhes       | Basileia                 | Płomień Milowice                                   | VV Voorburg                                        | Aero Odolena Voda                                  | Büyükdere SK                                       |
| 1978/1979 Detalhes       | Bruxelas                 | VKP Bratislava                                     | Steaua Bucareste                                   | Płomień Milowice                                   | Pieksämäen Namika                                  |
| 1979/1980 Detalhes       | Âncara                   | Pallavolo Torino                                   | VKP Bratislava                                     | Eczacıbaşı SK                                      | Pieksämäen Namika                                  |
| 1980/1981 Detalhes       | Palma de Maiorca         | Dinamo București                                   | CSKA Moscou                                        | Gwardia Wrocław                                    | Pieksämäen Namika                                  |
| 1981/1982 Detalhes       | Paris                    | CSKA Moscou                                        | Pallavolo Torino                                   | Dinamo București                                   | Olimpiacos Pireu                                   |
| 1982/1983 Detalhes       | Parma                    | CSKA Moscou                                        | AS Cannes                                          | Pallavolo Parma                                    | CV Pòrtol                                          |
| 1983/1984 Detalhes       | Basileia                 | Pallavolo Parma                                    | Mladost Zagreb                                     | Dukla Liberec                                      | AS Cannes                                          |
| 1984/1985 Detalhes       | Bruxelas                 | Pallavolo Parma                                    | Mladost Zagreb                                     | CSKA Sófia                                         | Rudá Hvězda Praga                                  |
| 1985/1986 Detalhes       | Parma                    | CSKA Moscou                                        | Pallavolo Parma                                    | Martinus Amstelveen                                | Rudá Hvězda Praga                                  |
| 1986/1987 Detalhes       | 's-Hertogenbosch         | CSKA Moscou                                        | Panini Modena                                      | Martinus Amstelveen                                | CSKA Sófia                                         |
| 1987/1988 Detalhes       | Lorient                  | CSKA Moscou                                        | Panini Modena                                      | Martinus Amstelveen                                | CSKA Sófia                                         |
| 1988/1989 Detalhes       | Pireu                    | CSKA Moscou                                        | Panini Modena                                      | Vojvodina Novi Sad                                 | TV Fischbek                                        |
| 1989/1990 Detalhes       | Amstelveen               | Philips Modena                                     | AMSL Fréjus                                        | CV Pòrtol                                          | CSKA Sófia                                         |
| 1990/1991 Detalhes       | Modena                   | CSKA Moscou                                        | Pallavolo Parma                                    | Philips Modena                                     | AS Cannes                                          |
| 1991/1992 Detalhes       | Pireu                    | Porto Ravenna Volley                               | Olimpiacos Pireu                                   | CSKA Moscou                                        | AS Cannes                                          |
| 1992/1993 Detalhes       | Pireu                    | Porto Ravenna Volley                               | Pallavolo Parma                                    | Olimpiacos Pireu                                   | VC Zellik                                          |
| 1993/1994 Detalhes       | Bruxelas                 | Porto Ravenna Volley                               | Pallavolo Parma                                    | VC Zellik                                          | Olimpiacos Pireu                                   |
| 1994/1995 Detalhes       | Modena                   | Sisley Volley                                      | Porto Ravenna Volley                               | Olimpiacos Pireu                                   | VC Zellik                                          |
| 1995/1996 Detalhes       | Bolonha                  | Las Daytona Modena                                 | AS Dachau                                          | Vojvodina Novi Sad                                 | Sisley Volley                                      |
| 1996/1997 Detalhes       | Viena                    | Las Valtur Modena                                  | Noliko Maaseik                                     | Mladost Zagreb                                     | Sisley Volley                                      |
| 1997/1998 Detalhes       | Novi Sad                 | Casa Modena Unibon                                 | CV Almería                                         | Paris UC                                           | Mladost Zagreb                                     |
| 1998/1999 Detalhes       | Almeria                  | Sisley Volley                                      | Noliko Maaseik                                     | VfB Friedrichshafen                                | Lokomotiv Belgorod                                 |
| 1999/2000 Detalhes       | Treviso                  | Sisley Volley                                      | VfB Friedrichshafen                                | Noliko Maaseik                                     | Vienna hotVolleys Volleyballteam                   |
| 2000/2001 Detalhes       | Paris                    | Paris Volley                                       | Sisley Volley                                      | Roma Volley                                        | Olimpiacos Pireu                                   |
| 2001/2002 Detalhes       | Opole                    | Lube Macerata                                      | Olimpiacos Pireu                                   | Iraklis Tessalônica                                | ZAKSA Kędzierzyn-Koźle                             |
| 2002/2003 Detalhes       | Milão                    | Lokomotiv Belgorod                                 | Kerakoll Modena                                    | ZAKSA Kędzierzyn-Koźle                             | Paris Volley                                       |
| 2003/2004 Detalhes       | Belgorod                 | Lokomotiv Belgorod                                 | Iskra Odintsovo                                    | Tours VB                                           | Iraklis Tessalônica                                |
| 2004/2005 Detalhes       | Salonica                 | Tours VB                                           | Iraklis Tessalônica                                | Lokomotiv Belgorod                                 | VfB Friedrichshafen                                |
| 2005/2006 Detalhes       | Roma                     | Sisley Volley                                      | Iraklis Tessalônica                                | Lokomotiv Belgorod                                 | Dínamo Moscou                                      |
| 2006/2007 Detalhes       | Moscou                   | VfB Friedrichshafen                                | Tours VB                                           | Dínamo Moscou                                      | Lube Treia                                         |
| 2007/2008 Detalhes       | Łódź                     | Zenit Kazan                                        | Pallavolo Piacenza                                 | PGE Skra Belchatów                                 | Sisley Volley                                      |
| 2008/2009 Detalhes       | Praga                    | Trentino Volley                                    | Iraklis Tessalônica                                | Iskra Odintsovo                                    | Lube Treia                                         |
| 2009/2010 Detalhes       | Łódź                     | Trentino Volley                                    | Dínamo Moscou                                      | PGE Skra Belchatów                                 | ACH Volley Bled                                    |
| 2010/2011 Detalhes       | Bolzano                  | Trentino Volley                                    | Zenit Kazan                                        | Dínamo Moscou                                      | Jastrzębski Węgiel                                 |
| 2011/2012 Detalhes       | Łódź                     | Zenit Kazan                                        | PGE Skra Belchatów                                 | Trentino Volley                                    | Arkas SK                                           |
| 2012/2013 Detalhes       | Omsk                     | Lokomotiv Novosibirsk                              | Piemonte Volley                                    | Zenit Kazan                                        | ZAKSA Kędzierzyn-Koźle                             |
| 2013/2014 Detalhes       | Âncara                   | Belogore Belgorod                                  | Halkbank SK                                        | Jastrzębski Węgiel                                 | Zenit Kazan                                        |
| 2014/2015 Detalhes       | Berlim                   | Zenit Kazan                                        | AKS Rzeszów                                        | Berlin Recycling Volleys                           | PGE Skra Belchatów                                 |
| 2015/2016 Detalhes       | Cracóvia                 | Zenit Kazan                                        | Trentino Volley                                    | Cucine Lube Civitanova                             | AKS Rzeszów                                        |
| 2016/2017 Detalhes       | Roma                     | Zenit Kazan                                        | Sir Safety Perugia                                 | Cucine Lube Civitanova                             | Berlin Recycling Volleys                           |
| 2017/2018 Detalhes       | Kazan                    | Zenit Kazan                                        | Cucine Lube Civitanova                             | Sir Safety Perugia                                 | ZAKSA Kędzierzyn-Koźle                             |
| 2018/2019 Detalhes       | Berlim                   | Cucine Lube Civitanova                             | Zenit Kazan                                        |                                                    |                                                    |
| 2019/2020 Detalhes       | Berlim                   | Temporada cancelada devido à pandemia de COVID-19. | Temporada cancelada devido à pandemia de COVID-19. | Temporada cancelada devido à pandemia de COVID-19. | Temporada cancelada devido à pandemia de COVID-19. |
| 2020/2021 Detalhes       | Verona                   | ZAKSA Kędzierzyn-Koźle                             | Itas Trentino                                      |                                                    |                                                    |
| 2021/2022 Detalhes       | Liubliana                | ZAKSA Kędzierzyn-Koźle                             | Itas Trentino                                      |                                                    |                                                    |
| 2022/2023 Detalhes       | Turim                    | ZAKSA Kędzierzyn-Koźle                             | Jastrzębski Węgiel                                 |                                                    |                                                    |
| 2023/2024 Detalhes       | Antália                  | Itas Trentino                                      | Jastrzębski Węgiel                                 |                                                    |                                                    |

## Títulos

### Por clube
| Equipe                 |    |   |   |
| ---------------------- | -- | - | - |
| CSKA Moscou            | 13 | 3 | 1 |
| Zenit Kazan            | 6  | 2 | 1 |
| Trentino Volley        | 4  | 2 | 1 |
| Modena Volley          | 4  | 4 | 1 |
| Sisley Volley          | 4  | 1 | 0 |
| Rapid București        | 3  | 4 | 0 |
| Dinamo București       | 3  | 3 | 1 |
| Porto Ravenna          | 3  | 1 | 0 |
| Belogore Belgorod      | 3  | 0 | 1 |
| ZAKSA Kędzierzyn-Koźle | 3  | 0 | 1 |
| Pallavolo Parma        | 2  | 4 | 1 |
| Volley Lube            | 2  | 1 | 2 |
| Zbrojovka Brno         | 2  | 1 | 1 |
| Burevestnik Almaty     | 2  | 0 | 0 |
| Dukla Liberec          | 1  | 4 | 0 |
| VC Leipzig             | 1  | 1 | 4 |
| Tours Volley-Ball      | 1  | 1 | 1 |
| VfB Friedrichshafen    | 1  | 1 | 1 |
| Pallavolo Torino       | 1  | 1 | 0 |
| VKP Bratislava         | 1  | 1 | 0 |
| CSKA Sófia             | 1  | 0 | 3 |
| Płomień Milowice       | 1  | 0 | 1 |
| Lokomotiv Novosibirsk  | 1  | 0 | 0 |
| Paris Volley           | 1  | 0 | 0 |

### Por país
| País              |    |    |    |
| ----------------- | -- | -- | -- |
| Itália            | 20 | 18 | 10 |
| União Soviética   | 15 | 3  | 0  |
| Rússia            | 11 | 4  | 7  |
| Roménia           | 6  | 9  | 1  |
| Polónia           | 4  | 5  | 7  |
| Tchecoslováquia   | 4  | 3  | 3  |
| França            | 2  | 3  | 2  |
| Bulgária          | 1  | 2  | 3  |
| Alemanha          | 1  | 2  | 2  |
| Alemanha Oriental | 1  | 1  | 1  |
| Grécia            | 0  | 5  | 3  |
| Iugoslávia        | 0  | 3  | 3  |
| Países Baixos     | 0  | 2  | 3  |
| Bélgica           | 0  | 2  | 2  |
| Espanha           | 0  | 1  | 1  |
| Turquia           | 0  | 1  | 1  |